# Campylomyza insolita
Campylomyza insolita är en tvåvingeart som beskrevs av Jaschhof 2009. Campylomyza insolita ingår i släktet Campylomyza, och familjen gallmyggor. Arten har ej påträffats i Sverige.